# Emil Noha
Emil Noha (11. března 1837 Šternberk – 18. března 1921 Šternberk) byl rakouský politik německé národnosti z Moravy; poslanec Moravského zemského sněmu a starosta Šternberka.

## Biografie
Byl synem Wilhelma Nohy ze Šternberka. Od roku 1885 do roku 1906 byl Emil Noha starostou Šternberka. V obecních volbách v roce 1906 už nekandidoval, protože ho z veřejného života vyřadila těžká nemoc.
V 90. letech se zapojil i do vysoké politiky. V zemských volbách v roce 1890 byl zvolen na Moravský zemský sněm, za kurii městskou, obvod Šternberk. Mandát zde obhájil v zemských volbách v roce 1896 a zemských volbách v roce 1902. V roce 1890 se uvádí jako oficiální kandidát německého volebního výboru. V roce 1896 je uváděn jako německý liberál, (tzv. Ústavní strana, liberálně a centralisticky orientovaná, později Německá pokroková strana).
Zemřel v březnu 1921 ve věku 84 let.